# Задачи союзов молодёжи
«Задачи союзов молодёжи» — отредактированный В. И. Лениным текст его выступления на III съезде комсомола 2 октября 1920 года, где он ответил на вопросы — что нужно сделать молодёжи, чтобы в разорённой Первой мировой и Гражданской войнами России построить новое общество и сохранить его. Так как « … вместе с преобразованием старого капиталистического общества учение, воспитание и образование новых поколений, которые будут создавать коммунистическое общество, не могут быть старыми» и «Если оставить так, то всё скатится назад, к власти капиталистов, к власти буржуев, как это бывало не раз в прежних революциях».
Текст впервые напечатан в газете «Правда» № 221, 222 и 223 (5, 6 и 7 октября 1920 года). В этом же году под названием «Задачи союзов молодёжи (Речь на 3-м Всероссийском съезде Российского Коммунистического Союза Молодёжи)» отредактированный В. И. Лениным текст был издан отдельной брошюрой. Тираж в 200 тысяч разошёлся сразу. Для удовлетворения потребности при распространении брошюру перепечатывали на машинках или переписывали от руки".
Заканчивалась гражданская война и молодёжи пора было подумать об обустройстве страны и своём будущем. Различным аспектам решения задач, которые неизбежно встанут перед молодёжью и организациями молодёжи в процессе становления нового общества Ленин и уделил внимание в своём выступлении.
Во-первых, каждое молодое поколение должно решить для себя вопрос — чему учиться и как учиться, так как вместе с преобразованием старого общества учение, воспитание и образование новых поколений, которые будут создавать новое общество, не могут быть старыми. Но оно должно исходить из того материала, который оставлен старым обществом. А новое поколение может строить новое общество только из той суммы знаний, организаций и учреждений, при том запасе человеческих сил и средств, которые остались от старого общества.
С 1920 по 1971 год текст выступления издавался 499 раз, на 75 языках, всего свыше 25 млн экземпляров.
Культ Ленина в молодёжной среде, и в частности — среди членов Коммунистического союза молодёжи, начал активно накачиваться уже в 1920-е годы. «Обожествление» вождя одновременно обожествляло коммунистическую партию — руководителя комсомола, придавая непогрешимую святость партийным установкам. Ленинские статьи, речи, письма, записки стали неиссякаемым источником цитат на все случаи жизни, а его портреты заменили для молодёжи иконы «старорежимного» старшего поколения, а красные углы в избах с иконами трансформировались в красные уголки с портретами вождя. Смерть Ленина окончательно закрепила его статус нового святого, хотя соратники вождя порой и пытались противостоять бездумной канонизации: "…берут сочинения Владимира Ильича, берут большие, средние и маленькие ножницы и режут направо и налево. Владимир Ильич и производство стульев, Владимир Ильич и чистописание и т. д. (Н. И. Бухарин). В рамках этой тенденции речь на III съезде комсомола приобрела культовой статус для организации на все следующие 70 лет жизни организации, несмотря на то, что практические моменты речи во многом теряли свою актуальность. Обращение к речи Ленина, как к программному документу, не потеряло актуальности и для коммунистов и комсомольцев XXI века, съезд ЛКСМ РФ в октябре 2023 года был открыт озвучанием «Задач…», для «аутентичности» обращения вождя была избрана нарочито картавая имитация ленинского голоса.